# ترمجان أبيض الذيل
ترمجان أبيض الذيل (الاسم العلمي:Lagopus leucura) (بالإنجليزية: White-tailed Ptarmigan)‏ هو نوع من الطيور يتبع جنس الترمجان من فصيلة التدرجية.